# Pacaraima
Pacaraima is een gemeente in de Braziliaanse deelstaat Roraima. De gemeente telt 9.220 inwoners (schatting 2009).

## Aangrenzende gemeenten
De gemeente grenst aan de gemeente Amajari, Boa Vista, Normandia en Uiramutã.

### Landsgrens
En de gemeente grenst aan de gemeente Gran Sabana in de staat Bolívar met het buurland Venezuela.

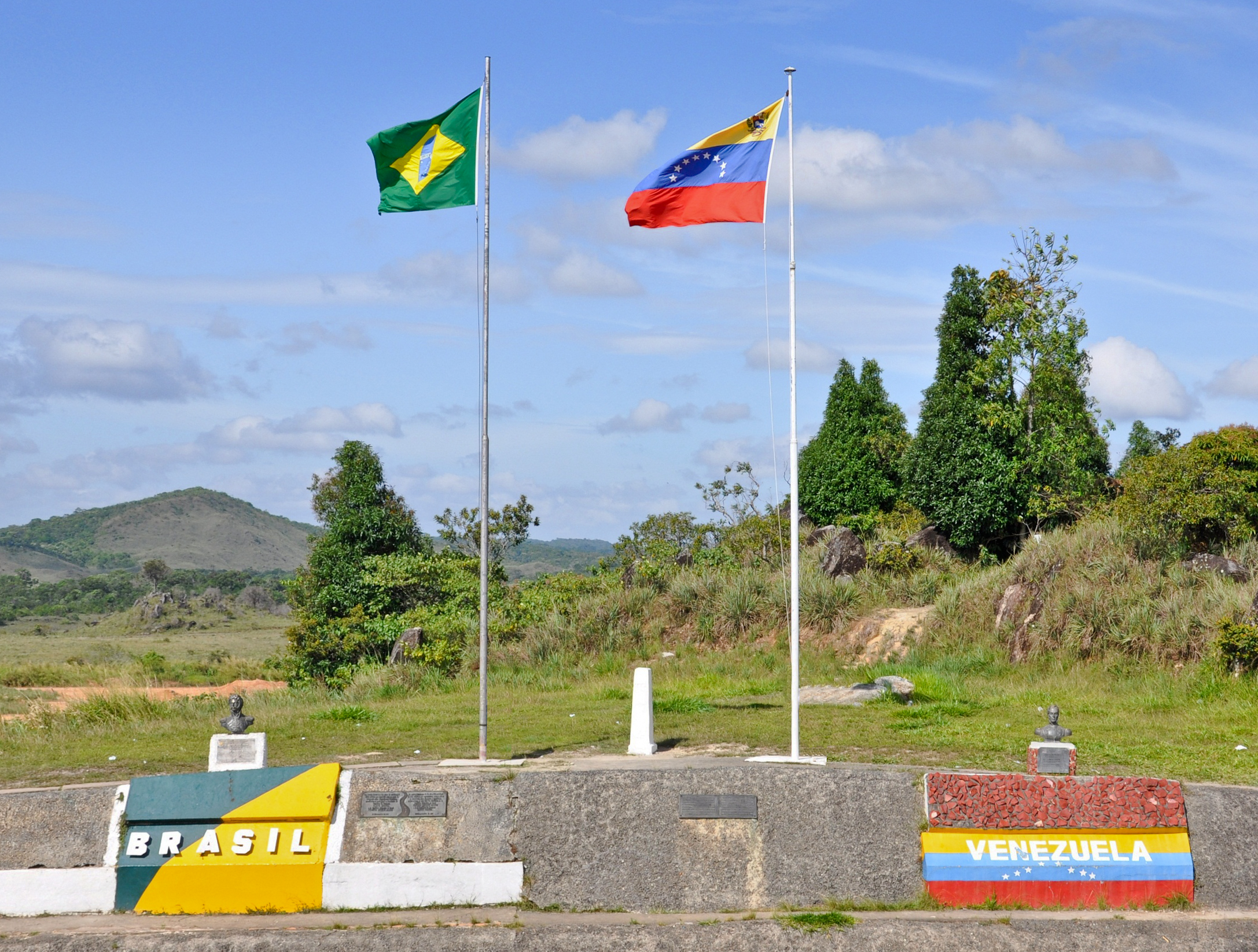
Grens Brazilië-Venezuela in Pacaraima